# Квемо-Ахкалапа
Квемо-Ахкалапа (груз. ქვემო ახკალაფა) — село в Грузии, на территории Тетрицкаройского муниципалитета края (мхаре) Квемо-Картли.

## География
Село находится в юго-восточной части Грузии, к востоку от реки Храми, на расстоянии приблизительно 15 километров (по прямой) к юго-западу от города Тетри-Цкаро, административного центра муниципалитета. Абсолютная высота — 1156 метров над уровнем моря.

## Население
По результатам официальной переписи населения 2014 года постоянное население в Квемо-Ахкалапе отсутствовало.
| Год  | Население, человек |
| ---- | ------------------ |
| 2002 | 0                  |
| 2014 | 0                  |